# Xã Keene, Quận Clay, Minnesota
Xã Keene (tiếng Anh: Keene Township) là một xã thuộc quận Clay, tiểu bang Minnesota, Hoa Kỳ. Năm 2010, dân số của xã này là 155 người.